# توماس کاوالیر-اسمیت
توماس کاوالیر-اسمیت (انگلیسی: Thomas Cavalier-Smith؛ زادهٔ ۲۱ اکتبر ۱۹۴۲) یک دانشمند در زمینه زیست شناسی اهل بریتانیا است. 